# Ортоая
Ортоая (рум. Ortoaia) — село у повіті Сучава в Румунії. Входить до складу комуни Дорна-Арінь.
Село розташоване на відстані 327 км на північ від Бухареста, 70 км на південний захід від Сучави.

## Населення
За даними перепису населення 2002 року у селі проживали 568 осіб, усі — румуни. Усі жителі села рідною мовою назвали румунську.